# Vicente Horacio Saeteros Sierra

Wappen von Vicente Horacio Saeteros Sierra als Weihbischof

Vicente Horacio Saeteros Sierra (* 6. April 1968 in Santa Ana, Provinz Manabí) ist ein ecuadorianischer römisch-katholischer Geistlicher und Bischof von Machala.

## Leben
Vicente Horacio Saeteros Sierra studierte am Priesterseminar von Portoviejo und empfing am 25. März 2000 das Sakrament der Priesterweihe für das Erzbistum Portoviejo.
Nach der Priesterweihe war er in verschiedenen Gemeinden in der Pfarrseelsorge tätig. Nach weiteren Studien an der Päpstlichen Universität Gregoriana in Rom erwarb er das Lizenziat in Kirchengeschichte. Später war er Professor und Regens des diözesanen Priesterseminars sowie Bischofsvikar für die Zone Nord-Chone des Erzbistums. Bis zu seiner Ernennung zum Weihbischof war er Generalvikar des Erzbistums Portoviejo und Dompfarrer der Kathedrale.
Papst Franziskus ernannte ihn am 16. Mai 2020 zum Titularbischof von Rusuccuru und zum Weihbischof in Portoviejo. Der Erzbischof von Portoviejo, Eduardo José Castillo Pino, spendete ihm am 15. August desselben Jahres die Bischofsweihe. Mitkonsekratoren waren der Apostolische Nuntius in Ecuador, Erzbischof Andrés Carrascosa Coso, und der emeritierte Erzbischof von Portoviejo, José Mario Ruiz Navas.
Am 27. September 2022 ernannte ihn Papst Franziskus zum Bischof von Machala. Die Amtseinführung fand am 19. November desselben Jahres statt.